# 27 февруари
27 февруари е 58-ият ден в годината според григорианския календар. Остават 307 дни до края на годината (308 през високосна).

## Събития
- 1531 г. – Осем немски князе и 11 града сформират Лига в защита на учението на Мартин Лутер.
- 1551 г. – Иван Грозни открива Стоглавия събор, ограничаващ правата на духовенството.
- 1599 г. – Джордано Бруно е преместен от Венеция в съда в Рим.
- 1687 г. – Управляващият Япония Цунаеши забранява на поданиците си консумацията на риба, стриди и птици.
- 1795 г. – Правителството на Франция обявява временно затваряне на театрите.
- 1814 г. – Състои се премиерата на 8-ата симфония на Бетховен.
- 1825 г. – Публикувана е първата глава на „Евгений Онегин“ на Александър Пушкин.
- 1854 г. – В състояние на умопомрачение немският композитор Роберт Шуман извършва неуспешен опит за самоубийство.
- 1870 г. – Със султански ферман е учредена Българската екзархия, възприета от властта за официален представител на българския народ в Османската империя.
- 1879 г. – Изработен е мемоар на Учредителното събрание против Берлинския договор изпратен до Великите сили.
- 1882 г. – В Русия за първи път е разрешено използването на телефоните от частни лица.
- 1897 г. – В Русе се състои първата кинопрожекция в България, наблюдавана от 200 зрители.
- 1900 г. – В Обединеното кралство е създадена Лейбъристката партия.
- 1900 г. – Създаден е футболният клуб „Байерн“ (Мюнхен).
- 1904 г. – Създаден е футболният клуб „Бенфика“ (Лисабон).
- 1907 г. – След убийството на Димитър Петков е съставен нов кабинет на Народнолибералната партия начело с Димитър Станчов.
- 1917 г. – Жените в провинцията Онтарио (Канада) получават право на глас в местните избори.
- 1921 г. – В София пристига Междусъюзническата контролна комисия в състав: граф Шеризе от Франция, Колвин от Великобритания и принц Боргезе от Италия. За български комисар към комисията е назначен Райко Даскалов с помощници Михаил Савов, Никола Стоянов и Крум Попов.
- 1922 г. – Върховният съд на САЩ единодушно приема 19-а поправка в конституцията, гарантираща избирателни права на жените.
- 1932 г. – Английският физик сър Джеймс Чадуик открива неутрона.
- 1933 г. – Япония обявява, че напуска Обществото на народите.
- 1933 г. – В Германия е подпалена сградата на Райхстага.
- 1934 г. – Арестуваните за пожара в Райхстага българи са екстрадирани в СССР.
- 1934 г. – Георги Димитров, Благой Попов и Васил Танев, съдени в Лайпцигския процес, са освободени от затвора Моабит.
- 1936 г. – Под натиска на властите съюзът „Добруджа“ се саморазпуска, но местните дружества продължават да съществуват и Софийското дружество поема ръководните функции от май същата година.
- 1945 г. – В България със закон е въведена Правописна реформа.
- 1946 г. – Открит е университетът „Кирил Славянобългарски“ във Варна.
- 1951 г. – В САЩ е ратифицирана 22-рата поправка към конституцията, която официално ограничава броя на президентските мандати до два.
- 1967 г. – Излиза запис на първата песен на групата Пинк Флойд.
- 1967 г. – Доминика придобива независимост от Обединеното кралство.
- 1969 г. – Подписано е споразумение между правителствата на България, СССР, ГДР, Полша, Румъния, Монголия, Унгария и Чехословакия за създаване на Международен център за научна и техническа информация.
- 1981 г. – Завършва 10-дневното посещение на председателя на Комитета за култура Людмила Живкова в Индия.
- 1982 г. – Завършва тридневното официално посещение в България на държавния глава на Турция – генерал Кенан Еврен.
- 1997 г. – Списание „Нейчър“ публикува съобщение за успешното клониране на овца.
- 1997 г. – В Ирландия се разрешават разводите.
- 2000 г. – Завършва Единадесетата конференция на СДС.
- 2000 г. – Завършва Шестнадесетият конгрес на Демократическата партия, който трябва да избере нов лидер след смъртта на Стефан Савов. Председател става Александър Праматарски.
- 2001 г. – НИС на СДС взема решение да изключи от СДС бившия главен секретар Христо Бисеров и члена на НИС Йордан Цонев за нарушаване на три члена на устава.
- 2005 г. – Международен възпоменателен ден на Холокоста.
- 2010 г. – В Чили, в 6:53 часа по Гринуич, се случва катастрофално земетресение с магнитуд 8,8 по скалата на Рихтер.

## Родени
- 280 г. – Константин I Велики, римски император († 337 г.)
- 1606 г. – Лоран дьо Ла Ир, френски художник († 1656 г.)
- 1724 г. – Фридрих-Михаел фон Пфалц-Цвайбрюкен, Пфалцграф на Цвайбрюкен-Биркенфелд († 1767 г.)
- 1861 г. – Рудолф Щайнер, австрийски философ и учен († 1925 г.)
- 1863 г. – Джордж Мийд, американски философ и социолог († 1931 г.)
- 1865 г. – Жак Мизес, немски шахматист († 1954 г.)
- 1867 г. – Жеко Спиридонов, български скулптор († 1945 г.)
- 1873 г. – Енрико Карузо, италиански тенор († 1921 г.)
- 1882 г. – Тодор Георгиев, български военен деец († 1971 г.)
- 1887 г. – Методи Алексиев, български революционер († 1924 г.)
- 1887 г. – Тодор Радев, български военен деец и политик († 1957 г.)
- 1902 г. – Джон Стайнбек, американски писател, Нобелов лауреат през 1962 († 1968 г.)
- 1912 г. – Лорънс Дърел, британски писател († 1990 г.)
- 1913 г. – Пол Рикьор, френски философ († 2005 г.)
- 1913 г. – Ъруин Шоу, американски писател († 1984 г.)
- 1915 г. – Димитър Сагаев, български композитор († 2003 г.)
- 1921 г. – Майкъл Фокс, американски актьор († 1996 г.)
- 1924 г. – Христо Асърджиев, български журналист († 2003 г.)
- 1926 г. – Златина Тодева, българска актриса († 2007 г.)
- 1927 г. – Зигфрид Шнабл, германски сексолог († 2015 г.)
- 1928 г. – Ариел Шарон, министър-председател на Израел († 2014 г.)
- 1930 г. – Джоан Удуърд, американска актриса
- 1932 г. – Елизабет Тейлър, британско-американска актриса († 2011 г.)
- 1934 г. – Ралф Нейдър, американски адвокат
- 1935 г. – Димитър Хаджийски, български актьор († 2007 г.)
- 1939 г. – Дон Маккинън, новозеландски политик
- 1949 г. – Ева Волицер, българска актриса и режисьор
- 1956 г. – Анне Вески, естонска и бивша съветска певица
- 1957 г. – Ейдриън Смит, английски музикант (Iron Maiden)
- 1958 г. – Маргарет Уд Хасан, американски политик
- 1965 г. – Александър Голдин, американски шахматист
- 1966 г. – Мехмед Дикме, български политик
- 1970 г. – Димитър Попов, български футболист
- 1971 г. – Атанас Пенев, български рок музикант (Б.Т.Р.)
- 1975 г. – Гергана Димитрова, българска народна певица
- 1994 г. – Хоу Ифан, китайска шахматистка

## Починали
- 1706 г. – Джон Ивлин, английски писател (* 1620 г.)
- 1800 г. – Мари-Аделаид, френска благородничка (* 1732 г.)
- 1883 г. – Княз Александър Горчаков, руски държавник и дипломат (* 1798 г.)
- 1887 г. – Александър Бородин, руски композитор (* 1833 г.)
- 1919 г. – Венета Ботева, съпруга на Христо Ботев (* ? г.)
- 1920 г. – Стефан Попов, български актьор и режисьор († 1846 г.)
- 1921 г. – Карл Менгер, австрийски икономист (* 1840 г.)
- 1936 г. – Иван Павлов, руски физиолог, Нобелов лауреат от 1904 (* 1849 г.)
- 1989 г. – Конрад Лоренц, австрийски зоолог, Нобелов лауреат през 1973 (* 1903 г.)
- 1990 г. – Георги Митов, български художник (* 1875 г.)
- 1990 г. – Михаил Петрушевски, филолог от СР Македония (* 1911 г.)
- 1993 г. – Лилиан Гиш, американска киноактриса в „нямото“ кино (* 1893 г.)
- 2003 г. – Петър Петров, български изобретател (* 1919 г.)
- 2008 г. – Бойд Кодиктън, американски автомобилен дизайнер (* 1944 г.)
- 2011 г. – Неджметин Ербакан, турски политик (* 1926 г.)
- 2015 г. – Борис Немцов, руски бизнесмен и политик (* 1959 г.)

## Празници
- Доминиканска република – Ден на независимостта (от Хаити, 1844 г., национален празник)